# Бауырына салу
Бауырына салу (немере алу) — казахская традиция, согласно которой молодые родители отдают своего первенца (каз. «тұңғыш бала») на воспитание бабушки и дедушки или других старших родственников. Обычно ребёнка отлучают от семьи в возрасте полугода, а то и раньше. По достижении определённого возраста ребёнку дается право выбора продолжать жить с бабушкой и дедушкой или же вернуться к родителям. Чаще всего, дети продолжают жить с бабушкой и дедушкой из-за того, что по прошествии множества лет родители становятся для них «чужими» людьми.

## История
"Казахский народ создал эту традицию в силу того, что более старшие имеют большой жизненный опыт в воспитании детей. Поэтому они и брали себе на воспитание первых, вторых и даже третьих внуков сразу после окончания кормления их грудью. Бабушки и дедушки заботились о них и делали все, чтобы ребёнок вырос достойным членом общества, " — так описывает возникновение этой традиции Аип Нусипокасулы в своей книге «Тал бесіктен жер бесікке дейін». Считалось, что молодые родители были не в состоянии воспитывать ребёнка в силу отсутствия какого-либо опыта. Это дело доверяли бабушке и дедушке, которые уже воспитали не одного ребёнка.